# توماس بواكي
توماس بواكي (بالإنجليزية: Thomas Boakye) هو لاعب كرة قدم غاني، ولد في 10 مايو 1993 في كوماسي في غانا. لعب مع فاربرغس بويس ‏.

## وصلات خارجية
- توماس بواكي على موقع اتحاد السويد (السويدية)
- توماس بواكي على موقع قاعدة بيانات كرة القدم.إي يو (الإنجليزية)
- توماس بواكي على موقع Soccerway.com (الإنجليزية)
- توماس بواكي على موقع عالم كرة القدم.نت (الإنجليزية)